# Terminación de la cadena
La terminación de cadena es una reacción química que cesa la formación de intermediarios reactivos provenientes de la  etapa de propagación de la cadena en el curso de una reacción radicalaria, deteniéndola.

## Mecanismos de terminación en polimerizaciones
En química de polímeros, hay varios mecanismos por los cuales una reacción de polimerización puede terminar, dependiendo del mecanismo y de las circunstancias de la reacción. Un método de terminación que aplica a todas las reacciones de polimerización es el agotamiento del monómero. En la polimerización por crecimiento de cadena, dos cadenas crecientes pueden chocar cabeza con cabeza, ocasionando que el crecimiento de ambas se detenga. En el caso de la polimerización radicalaria o aniónica, puede suceder una transferencia de cadena en el extremo de la cadena creciente, de una cadena a una unidad individual de monómero, ocasionando que crezca una nueva cadena, y que la cadena previa cese de crecer. En la polimerización por etapas, la reacción puede ser terminada al agregar especies monofuncionales que contienen la misma funcionalidad que uno o más de los tipos de monómeros usados en la reacción. Por ejemplo, puede usar un alcohol R'-OH para detener la reacción entre un poliisocianato y un poliol porque reaccionará con la funcionalidad isocianato R-N=C=O para producir R-NH-COOR', que no tiene más reactividad con el poliol.